# مهدي سلطان
مهدي سلطان (بالفارسية: مهدی سلطان) هي قرية تقع في قسم بيزكي الريفي (مقاطعة تشناران) في إيران. يقدر عدد سكانها بـ 13 نسمة .